# باروكا
باروكا (بالبرتغالية: Barroca‏) (29 يوليو 1986 بميلادا في البرتغال - ) هو لاعب كرة قدم برتغالي في مركز حراسة المرمى. لعب مع نادي أكاديميكا كويمبرا ونادي سيرفيت ونادي لوزان وجي. دي. توريزينسي ‏.

## وصلات خارجية
- باروكا على موقع قاعدة بيانات كرة القدم.إي يو (الإنجليزية)
- باروكا على موقع Soccerway.com (الإنجليزية)
- باروكا على موقع عالم كرة القدم.نت (الإنجليزية)